# Berebidu
Berebidu ist eine osttimoresische Aldeia. Sie liegt im Norden des Sucos Becora (Verwaltungsamt Cristo Rei, Gemeinde Dili). 2015 hatte Berebidu eine Einwohnerzahl von 159.

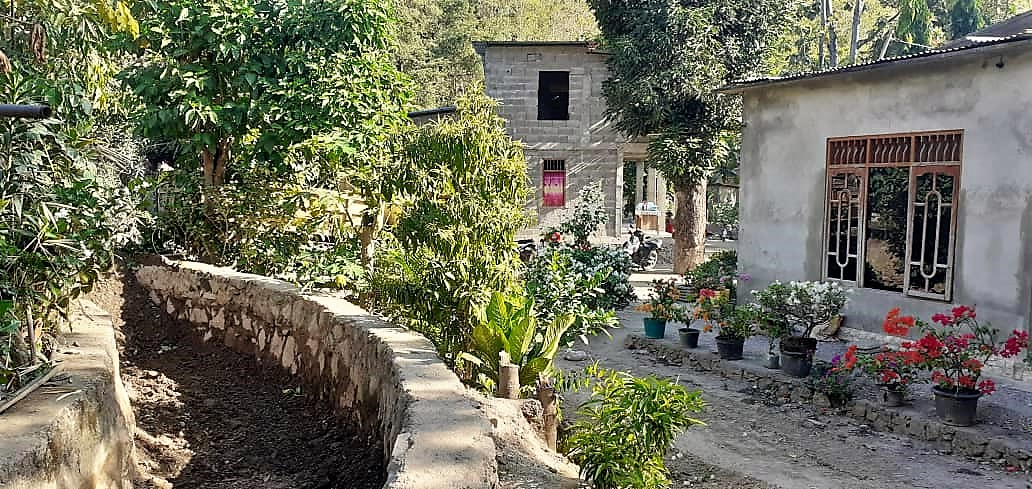
In Berebidu

Berebidu befindet sich im nördlichen des dreigeteilten Territoriums Becoras und liegt dort im Süden. Nördlich grenzt Berebidu an die Aldeia Becusi Craic und östlich die Aldeia Caqueu Laran. Westlich des Flussbetts des Bemori, ein Quellfluss des Mota Claran, liegen die Sucos Culu Hun und Lahane Oriental. Die Flüsse führen nur in der Regenzeit Wasser. Der Osten von Berebidu ist nahezu unbesiedelt.